# RMOA
Die RMO-Analyse oder Analyse der regulatorischen Managementoptionen (kurz RMOA für Regulatory Management Option Analysis, bis 2018 zunächst Risk Management Option Analysis) ist ein Tool mit dem Behörden im Rahmen der REACH-Verordnung die Einstufung eines Stoffs und die sich daraus ergebenden Regelungen und Einschränkungen neu bewertet und die bestmögliche Vorgehensweise festlegt. Das Ergebnis einer RMOA kann etwa eine harmonisierte Einstufung (CLH), eine Einstufung als SVHC, die Zulassungspflicht oder die Beschränkung sein. Ebenso ist es möglich, dass festgestellt wird, dass es (zurzeit) keinen weiteren regulatorischen Bedarf gibt.

## Vorgehensweise
Die RMOA wird auf Anfrage der EU-Kommission entweder durch eine Behörde eines Mitgliedstaates (in Deutschland z. B. die BAuA) oder die ECHA durchgeführt. Ein RMOA ist nicht verpflichtet, da sie nicht ein definierter Teil des EU-Chemikalienrechtes ist. Im Rahmen der RMOA hat die ausführende Behörde die Möglichkeit, mit anderen Behörden und Interessenvertretern Informationen zu teilen und einen Konsens über die notwendigen Maßnahmen zu erreichen. Verantwortlich für den Inhalt der RMOA ist einzig die Behörde, die sie erstellt hat. Das Ergebnis einer RMOA hat keine direkten rechtlichen Auswirkungen, da sie zunächst nur die Schlussfolgerung der ausführenden Behörde darstellt. Es ist durchaus möglich, dass eine andere Behörde einen anderen Standpunkt vertritt und entsprechend eine alternative RMOA erstellt oder dass neuere Informationen die Überarbeitung der RMOA notwendig machen. Jede Behörde kann darauf folgend einen Prozess zur weiteren Regulierung anstoßen. Dies sollte dann in einem „Registry of Intention“ veröffentlicht werden.
Seit Einführung des Fahrplans für besonders besorgniserregende Stoffe (SVHC Roadmap) im Jahr 2013 wurden 2074 Stoffe in die RMOA-Liste aufgenommen (Stand 29. November 2022).